# 前島 (熊本県)
前島（まえじま）は熊本県上天草市にある島である。
天草諸島には天草市（旧御所浦町）にも「前島」が存在するが、お互いは別の島である。

## 概要
天草松島は宮城県の松島、長崎県の九十九島と共に日本三大松島として美しい景観を誇っている。昭和41年の天草五橋開通、そしてその後には温泉開発が進み、多島美を一望できる前島には旅館やホテルが立ち並び天草観光の拠点になっている。

## 交通
【バス】熊本桜町バスターミナル→前島（1時間10分）／【電車＋バス】JR熊本駅→三角駅（48分）→バス→前島（30分）